# Belgisch-Luxemburgse Economische Unie
De Belgisch-Luxemburgse Economische Unie, afgekort BLEU, werd op 25 juli 1921 gesloten tussen België en Luxemburg voor een periode van vijftig jaar. Het was een douane-unie en een muntunie. De Belgische frank en de Luxemburgse frank werden aan elkaar gekoppeld. Van 1921 tot 1935 en opnieuw vanaf 1944 waren de twee munten aan elkaar gelijk, tot zij in 2002 door de euro vervangen werden. De Unie werd in 1972, 1982 en 1992 telkens voor tien jaar verlengd maar de meeste bepalingen zijn intussen overgenomen door de verdragen van de Europese Unie. Op 18 december 2002 werd toch een nieuwe BLEU-conventie ondertekend.
De twee landen maakten ook gezamenlijke statistieken, bijvoorbeeld over de betalingsbalans. Sinds 1995 maakten de twee landen wel al een afzonderlijke lopende rekening, maar een gescheiden kapitaal- en financiële rekening pas vanaf 2002.

## Totstandkoming

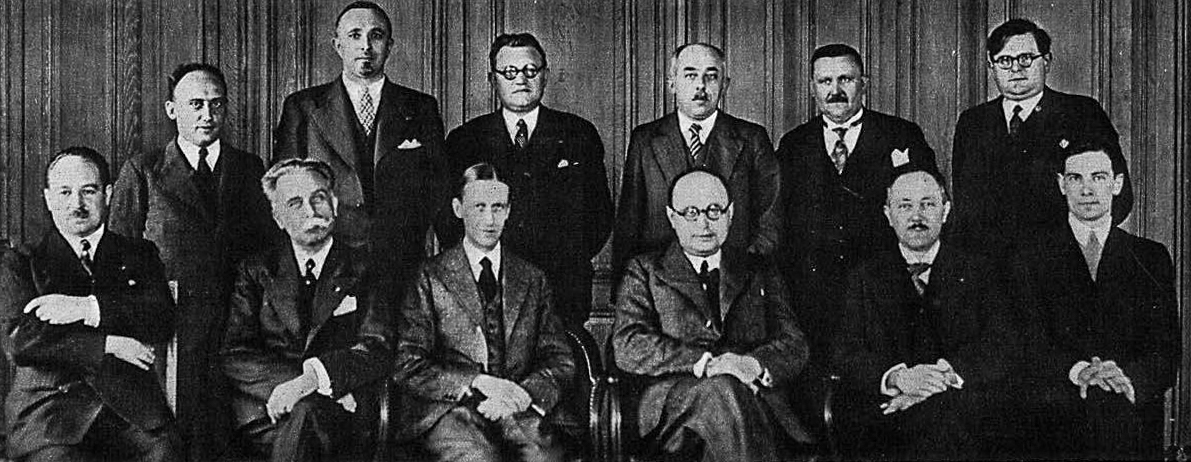
1935

Na de Eerste Wereldoorlog diende Luxemburg de economische band met Duitsland (via de Zollverein) te verbreken en zocht het land een nieuwe economische partner om te overleven als klein land. De voorkeur ging naar Frankrijk. Op 28 september 1919 werd in Luxemburg een referendum gehouden: 73% stemde voor een economische unie met Frankrijk, slechts 27% voor een met België.
Frankrijk had echter geen interesse in Luxemburg, dus zocht Luxemburg alsnog toenadering tot België. Dit resulteerde in het verdrag tussen Luxemburg en België ondertekend op 25 juli 1921 in Brussel (onder respectievelijk de regering-Reuter en de regering-Carton de Wiart). Het werd goedgekeurd door de Kamer van Afgevaardigden van Luxemburg op 22 december 1922.